# Leo Zeitlin
Pour les articles homonymes, voir Zeitlin.
Leo Zeitlin, Lev Mordukhov Tseïtline, (en russe : Лев Цейтлин) (7 décembre 1884 - 8 juillet 1930), né à Pinsk (alors en Empire russe), est un violoniste, altiste, chef d'orchestre et compositeur russe émigré aux États-Unis.

## Biographie
Né à Pinsk (aujourd'hui en Biélorussie), Zeitlin  reçoit une éducation religieuse juive traditionnelle. Il commence à étudier le violon avec l'orchestre Klezmer local. À l'âge de 13 ans, en septembre 1897, Zeitlin entre à l'école de musique impériale d'Odessa, où il étudie avec Emil Młynarski.
Il est diplômé en 1904 à l'âge de 20 ans et poursuit ses études au conservatoire de Saint Petersbourg, où il étudie avec Rimski-Korsakov et Alexandre Glazounov. Il reçoit son diplôme en 1910 et rejoint la Société pour le soutien de la musique juive.
Il commence une carrière d'altiste et de  violoniste ; en 1910, il travaille comme premier violon dans l'orchestre de la Société musicale historique, « Sheremetiev Orchestra », il travaille également la composition et la conduite d'orchestre ; de 1917 à 1921, il est chef de l'orchestre symphonique de Yekaterinoslav. En 1921, il dirige l'orchestre juif de Vilna et enseigne en Russie, en Ukraine, en Pologne et en Lituanie.
Puis commence la période troublée de la Première Guerre mondiale, de  la révolution d'Octobre, suivie de la guerre civile et des famines.
Si bien qu'en 1923, Zeitlin et sa femme embarquent sur le Lusitania en partance pour New-York, à partir du  port libre de Dantzig.
Peu de temps après son arrivée à New York, il trouve un poste d’altiste puis d’arrangeur pour l’accompagnement des films muets au théâtre Capitol sur  Broadway, l'un des grands palaces de New York, où la musique classique est un élément majeur des spectacles. Le Capitol était une salle de 5 000 places qui possédait un orchestre considéré comme l'équivalent d’un orchestre symphonique. L’ensemble comptait près de 100 musiciens et était connu pour ses sélections musicales, jouant régulièrement des œuvres de Wagner, Liszt, Tchaïkovski ou Beethoven.
En 1925, il travaille à des arrangements  pour orchestre de chambre pour les programmes radio du Capitol WEAF, devenu en 1926 la station phare du réseau Red NBC. À partir de 1926, la série de concerts classiques intitulée Théâtre Capitol est diffusée par ce réseau le dimanche soir.
Cette série continue jusqu'en 1929, peu de temps avant la mort  de Zeitlin.
Dès avril 1928, Zeitlin joue également  dans le quatuor à cordes du Capitol avec David Mendoza (alors chef d'orchestre du Capitol), Alexandre Savitsky et Bernard Nadelle.
Il est soudainement  emporté par une encéphalite léthargique à l’âge de 45 ans, le 8 juillet 1930, seulement sept ans après son arrivée à New York.
Leo Zeitlin repose au cimetière Old Montefiore du  Queens à  New York ; les premières mesures de son Eli Zion sont inscrites sur la tombe.

## Postérité
Après sa mort, l’œuvre et le nom de Leo Zeitlin sombrent dans l’oubli. Du fait de la proximité homonymique avec le musicien Lev Moissejewitsch Zeitlin, de la même génération, également russe et  également élève du conservatoire de Saint-Petersbourg; ses œuvres lui sont attribuées.
Ce n’est qu’en 1986 que l’interprète et  violoncelliste Paula Eisenstein Baker commence des recherches qui la mènent d’abord au cimetière, où elle reconnait immédiatement les notes de la partition d’Eli Zion sur la tombe de Leo Zeitlin. Elle entre ensuite en contact avec les descendants, qui avaient miraculeusement gardé un coffre appartenant au maestro. À l’intérieur, des partitions inédites sont découvertes. Paula Eisenstein Baker publiera deux ouvrages sur la musique de Leo Zeitlin, aujourd'hui tiré de l'oubli,.

## Œuvres
- Eli Zion de Saint Petersbourg à Jerusalem, paraphrase sur un thème populaire et métaphore du Cantique des cantiques, pour violoncelle et piano (interprété par Itzhak Perlman en 2008)[8]
- Palestina, rhapsodie sur des thèmes juifs
- Cinq Chansons du yiddish
- Danse hassidique
- Ad ono adoynoy, pour mezzo-soprano et quatuor à cordes
- Benk ikh yo, benk ikh nit?, récitation dramatique pour voix et piano
- Berceuse (A Mayse), transcription pour mezzo-soprano et quatuor à cordes
- Der kadish fun reb Leyvi-Yitskhok, pour mezzo-soprano, quatuor à cordes et piano
- Der parom, pour mezzo-soprano, violon, alto et piano (d’après Shkliar)
- Eyli, eyli, pour mezzo-soprano et quatuor à cordes
- Gebet afun rabbin leyvi-Yitskhok, pour mezzo-soprano, violon, alto, violoncelle et piano
- Iber di hoyfn, pour mezzo-soprano, baryton et quatuor à cordes
- Klezmorim Lekh, arrangement pour mezzo-soprano, violon, alto et piano (d’après Shalyt)

plus la récitation dramatique pour voix et piano
- Patsh, Patsh, kikhelekh, pour mezzo-soprano, quatuor à cordes et piano (d'après Saminsky)
- Reb Nakhmons Nign, pour quintette à cordes
- Shoyn nito der nekhtn, pour mezzo-soprano, quatuor à cordes et piano (d'après Shalyt)
- Tsien Zikh khmares JAÉ, Harts mayns, récitation dramatique pour voix et piano
- Wiener Volkslied (Du alter Stefansturm), pour quatuor à cordes (d'après F. Kreisler)
- Zay, zeyde, mispalel loin Undz dayne kinder, récitation dramatique pour voix et piano
- Zog zhe, rebenyu, pour mezzo-soprano, baryton et piano[9]